# Gedeutereerd pyridine
Gedeutereerd pyridine (ook aangeduid als pyridine-d5) is een gedeutereerd oplosmiddel met als brutoformule C5D5N. Het is een isotopoloog van pyridine en wordt gebruikt als oplosmiddel in de NMR-spectroscopie. De stof komt bij kamertemperatuur voor als een kleurloze tot lichtgele vloeistof met een indringende en misselijkmakende visgeur (vergelijkbaar met tri-ethylamine). Net als pyridine is de stof goed oplosbaar in water.